# Балаган (журнал)
Балаган — израильский ежемесячный русскоязычный юмористический журнал, издававшийся в 1990-е годы.
Главным редактором был А. Каневский; художники: П. Дементьев и В. Шмакин. В редколлегию входили А. Арканов, Э. Баух и М. Кислянский.

## Балагаша
Журнал имел детское ежемесячное приложение, «Балагаша», который издавался в 1993—1997 годы.
В определённый период тираж этого журнала обогнал тираж Балагана. В журнале было 16 страниц.